# Áurea Lucinda Javierre Mur
Áurea Lucinda Javierre Mur   (Terol, 24 d'agost de 1898 - Madrid, 13 de març de 1980) va ser una arxivera i historiadora espanyola.
Graduada en Magisteri a Osca, es trasllada a Saragossa on aconsegueix la llicenciatura i el doctorat en Filosofia i Lletres (branca d'Històries). Ingressa al Cos d'Arxivers, Bibliotecaris i Arqueòlegs el 1921, i després de la seva primera destinació a la biblioteca de Vilanova i la Geltrú, el 1922 és destinada a l'Arxiu de la Corona d'Aragó, on treballaria durant anys. El 1935 va passar a dirigir l'Arxiu General del Ministeri d'Obres Públiques i Agricultura, i posteriorment, aquell mateix any, a la Secció d'Ordres Militars de l'Arxiu Històric Nacional. Ha escrit diversos treballs sobre els ordes militars, la història local d'Aragó o la història de Sardenya, entre d'altres. Les seves obres més importants són Matha de Armanyach, duquesa de Gerona (1930) i María de Luna, reina de Aragón (1941).
Aurea Javierre Mur va ser la primera dona membre de l'Institut d'Estudis Catalans (IEC). Va ingressar-hi el 1966 com a membre corresponent adscrita a la Secció Històrico-Arqueològica.